# Cauca megye
Cauca Kolumbia egyik megyéje. Az ország délnyugati részén terül el, a Csendes-óceán partján. Székhelye Popayán.

## Földrajz
Az ország délnyugati részén elterülő megye északon Valle del Cauca, északkeleten Tolima, keleten Huila, délkeleten Caquetá, délen Putumayo, délnyugaton Nariño megyével határos, északnyugaton pedig a Csendes-óceánnal. A partmenti síkság kivételével területe az Andok hegyvidékéhez tartozik. Legfontosabb folyója a megye névadója, a Cauca, amely az Andok hegyláncai között északi irányba folyik.

## Gazdaság
Legfontosabb termesztett növényei a cukornád, a krumpli, a kukorica és a rizs. Iparának legfontosabb ágazatai a papír-, a növényolaj- és a cukoripar.

## Népesség
Ahogy egész Kolumbiában, a népesség növekedése Cauca megyében is gyors, ezt szemlélteti az alábbi táblázat:
| Év             | Lakosság  |
| -------------- | --------- |
| 1985           | 857 751   |
| 1993           | 979 231   |
| 2005           | 1 268 937 |
| 2012 (becsült) | 1 354 733 |